# Alfredo Cifuentes Gómez
Alfredo Cifuentes Gómez (* 8. Februar 1890 in Santiago de Chile; † 13. Oktober 1989) war ein chilenischer Geistlicher und römisch-katholischer Erzbischof von La Serena.

## Leben
Alfredo Cifuentes Gómez empfing am 19. Oktober 1913 die Priesterweihe für das Erzbistum Santiago.
Papst Pius XI. ernannte ihn am 23. Dezember 1933 zum Bischof von Antofagasta. Die Bischofsweihe spendete ihm am 15. April 1934 Gilberto Fuenzalida Guzmán, Bischof von Concepción. Mitkonsekratoren waren Martin Rucker Sotomayor, Bischof von Chillán, und Melquisedec del Canto Terán, Bischof von San Felipe. Am 5. Juni 1943 wurde Cifuentes Gómez zum neuen Erzbischof von La Serena ernannt. Die Inthronisation fand am 3. Juli desselben Jahres statt.
Vom 19. März 1947 bis zum 17. Juni 1948 war er zudem erster Apostolischer Administrator der im November 1946 errichteten Apostolischen Administratur Copiapó. Alfredo Cifuentes Gómez war Konzilsvater der ersten und dritten Sitzungsperiode des Zweiten Vatikanischen Konzils. Papst Paul VI. nahm am 10. März 1967 sein altersbedingtes Rücktrittsgesuch an und ernannte ihn zum Titularerzbischof von Thapsus. Am 2. Dezember 1970 verzichtete er wegen der geänderten Vergaberichtlinien auf seinen Titularsitz. Am 13. Oktober 1989 starb Alfredo Cifuentes Gómez im Alter von 99 Jahren.